# Castell de Berg
El Castell de Berg és la residència principal de la família gran ducal de Luxemburg. Està situada a la localitat de Colmar-Berg al centre del Gran Ducat de Luxemburg, prop de la confluència dels rius Alzette i l'Attert.
La propietat dels boscos del Castell de Berg esdevingué propietat de la família reial holandesa l'any 1845. El rei Guillem II dels Països Baixos, en aquell moment gran duc de Luxemburg, comprà el castell i la propietat adjacent per tal de dotar-se d'una residència oficial al territori luxemburguès. La propietat fou comprada a la família Pasquier i el 1848 ja fou reconeguda com la residència oficial del gran duc de Luxemburg al Gran Ducat.
Amb la separació del Gran Ducat del regne dels Països Baixos l'any 1890, el Castell de Berg es mantingué com a propietat de la reina Guillermina I dels Països Baixos que li vengué al gran duc Adolf I de Luxemburg l'any 1891. L'any 1906, el gran duc Guillem IV de Luxemburg va demolir l'antic castell per tal de construir-ne un de nou basat en un disseny de l'arquitecte muniquès Max Ostenrieder i l'arquitecte luxemburguès Pierre Funck-Eydt. Les obres s'iniciaren l'any 1907 i quedaren concloses l'any 1911.
Posteriorment a la Gran Depressió de 1929 i a conseqüència de les greus dificultats econòmiques per les quals passava la família gran ducal. La gran duquessa Carlota I de Luxemburg acordà amb el govern traspassar al mateix govern el Castell de Berg i el Palau Gran Ducal de Luxemburg per tal que fossin diners públics els que mantinguessin el Palau. La família gran ducal els utilitzarein com a residències oficials tal com reconeix l'article 44 de la Constitució luxemburguesa.
Durant la Segona Guerra Mundial, el Palau fou ocupat per les tropes nacionalsocialistes, període en el qual el Castell patí greus danys en les seves més importants obres d'art. El Palau, durant el període 1940 - 1944 fou destinat a un centre de reeducació de les estudiantes luxemburgueses.
Després de la Guerra el Castell fou sotmès a un procés general de restauració que conclogué l'any 1964 amb motiu de l'ascens al tron del gran duc Joan I de Luxemburg. Des de 1964 i fins a l'actualitat el castell ha esdevingut la principal residència de la família sobirana de Luxemburg. Actualment hi resideix el gran duc Enric I de Luxemburg i la seva família.